# Sight & Sound
Sight & Sound là một tạp chí điện ảnh hàng tháng của Anh được xuất bản bởi Viện phim Anh (BFI).

## Lịch sử và phân loại
Sight & Sound được xuất bản lần đầu tiên vào năm 1932 và trao vào tay của Viện phim Anh non trẻ năm 1934. Kể từ đó, tạp chí vẫn phát hành đều đặn cho đến ngày nay. Hầu như trong toàn bộ lịch sử xuất bản của mình, Sight & Sound chỉ xuất bản hàng quý. Mãi đến đầu những năm 1990, nó mới hợp nhất với một ấn phẩm khác của Viện, đó là Monthly Film Bulletin và bắt đầu xuất bản hàng tháng. Tạp chí do Gavin Lambert biên tập từ năm 1949 đến 1955 và do Penelope Houston biên tập từ năm 1956 đến năm 1990. Biên tập viên hiện nay là Mike Williams.
Tạp chí đánh giá tất cả các bộ phim phát hành trong mỗi tháng, kể cả những phim phát hành giới hạn, trái ngược với hầu hết các tạp chí điện ảnh khác, chỉ tập trung vào những bộ phim phát hành chính thức. Sight & Sound có danh sách tín dụng toàn bộ diễn viên và đoàn làm phim cho mỗi bộ phim được đánh giá, cũng như toàn bộ cốt truyện của bộ phim nói trên.

## Cuộc bỏ phiếuSight & Sound
Mỗi thập niên, Sight & Sound sẽ yêu cầu các nhóm phê bình viên quốc tế, các đạo diễn cho ý kiến và bỏ phiếu, phân loại ra những phim hay nhất. Đến năm 1992, kết quả trong cuộc bỏ phiếu sẽ chính thức được thống kê thành một danh sách. Các nhà phê bình và các đạo diễn sẽ tham gia vào những cuộc bỏ phiếu độc lập khác nhau.
Cuộc bỏ phiếu Sight & Sound được coi là một trong những cuộc thăm dò quan trọng nhất của "những phim vĩ đại nhất". Roger Ebert mô tả: "Cho đến nay, nó là [cuộc bỏ phiếu] được kính trọng nhất trong vô số các cuộc thăm dò của những bộ phim hay, một cuộc bỏ phiếu nghiêm túc nhất mà mọi người coi trọng."  Cuộc thăm dò đầu tiên vào năm 1952, Bicycle Thieves là phim về nhất. Năm cuộc thăm dò tiếp theo (1962-2002) người thắng cuộc liên tục là Citizen Kane. Trong cuộc bỏ phiếu năm 2012, Vertigo nhận được nhiều phiếu bầu nhất. La Règle du jeu là phim duy nhất xuất hiện trong tất cả bảy cuộc thăm dò ý kiến lâu năm của tạp chí. Trong số các đạo diễn tham gia vào cuộc bỏ phiếu năm 2012 có những cái tên quen thuộc như Quentin Tarantino, Martin Scorsese, Ken Loach và Francis Ford Coppola.
Sight & Sound trong quá khứ là chủ đề của sự chỉ trích, đáng chú ý là từ Raymond Durgnat, người thường cáo buộc nó thuộc chủ nghĩa tinh hoa, chủ nghĩa thuần túy và tính chất trưởng giả, mặc dù ông cũng từng viết cho tạp chí vào những năm 1950 và những năm 1990. Bản sao của tạp chí này ở Mỹ là Film Comment, một tạp chí được xuất bản bởi Hiệp hội Điện ảnh Trung tâm Lincoln tại thành phố New York.